# إدي بالمر (لاعب كرة قاعدة)
إدي بالمر (بالإنجليزية: Eddie Palmer)‏ هو لاعب كرة قاعدة أمريكي، ولد في 1 يونيو 1893 في Petty, Texas ‏ في الولايات المتحدة، وتوفي في 9 يناير 1983 في مارلو في الولايات المتحدة.

## وصلات خارجية
- إدي بالمر على موقعبيزبول رفرنس.كوم (الدوري الرئيسي) (الإنجليزية)
- إدي بالمر على موقعبيزبول رفرنس.كوم (الدوري الثانوي) (الإنجليزية)